# Galenus Abrahamszn

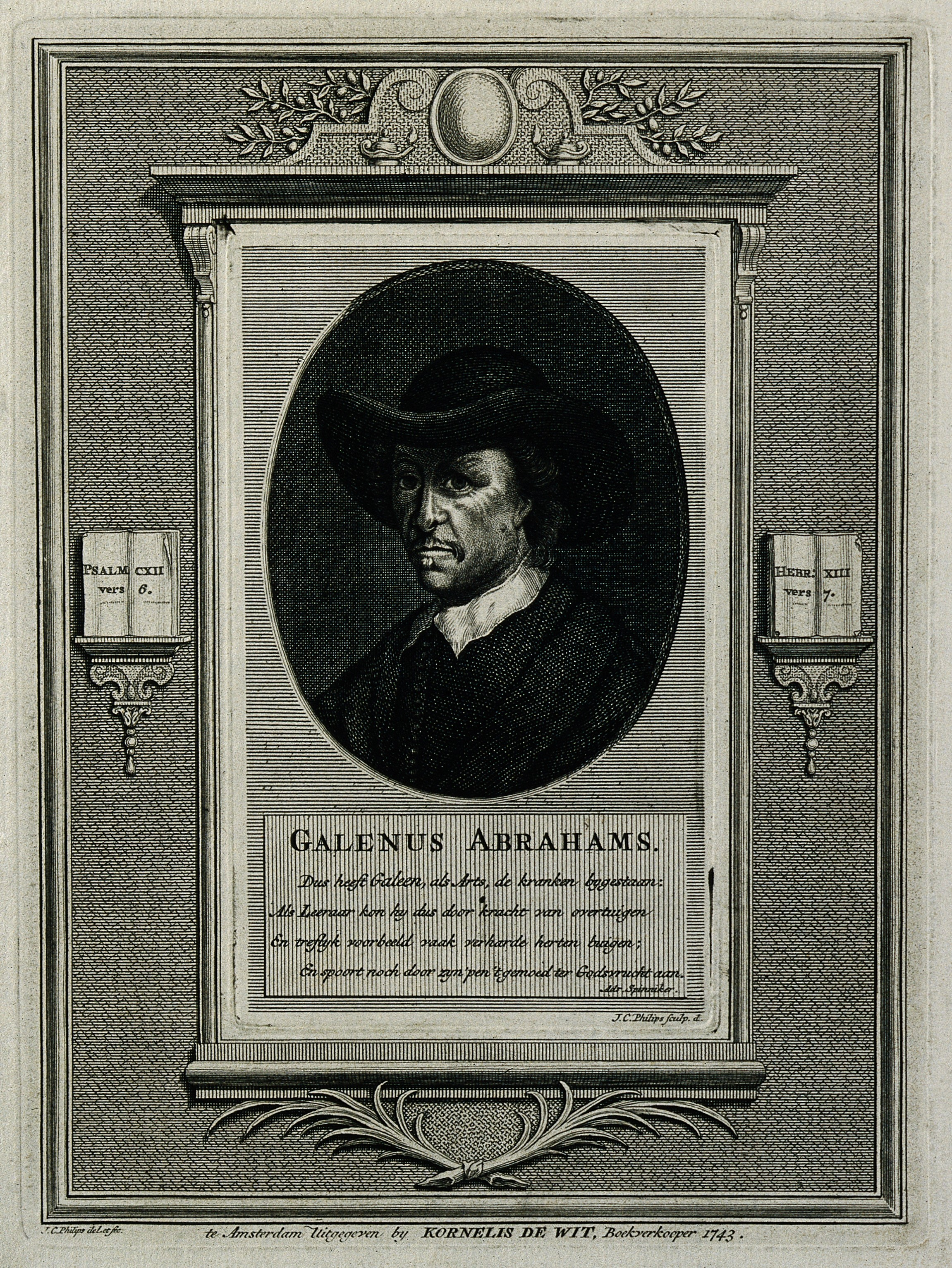
Galenus Abrahamszn

Galenus Abrahamszn (Zierikzee, 8 november 1622 - Amsterdam, 19 april 1706), ook Galenus Abrahamszn de Haan, was een doopsgezinde predikant en theoloog.

## Levensloop
Hij was een zoon van Abraham Geleyns en Katrijntje Gilisse. In 1645 studeerde hij af als arts aan de Universiteit van Leiden en vestigde zich in Amsterdam. In 1646 trouwde hij met Saartje Bierens, de dochter van de doopsgezinde theoloog Abraham Dirkszn Bierens, die hem tot leraar in de theologie opleidde. 
Abrahamszn kreeg grote bekendheid door zijn welsprekendheid. Hij kreeg ook reputatie vanwege zijn vriendelijk karakter en zijn grote dienstverlening.
In 1649 ontstond een twist op het eiland Texel waar de doopsgezinde predikant Klaas Arents zich tegen het dopen van kinderen had uitgesproken. Hij werd hiervoor door calvinisten aangevallen en Abrahamszn kwam hem, samen met twee andere theologen, steun verlenen.
In 1664 bereikte binnen zijn eigen gemeente de strijd met Samuel Apostool een hoogtepunt. 
Als gevolg van de ontstane ruzie en splitsing werd Abrahamszn verdacht van socinianisme, een in Holland verboden soort protestantisme. Het werd een vervolging voor het Hof van Holland, dat hem echter vrijsprak.
In 1680 werd hij belast met de opleiding van jonge predikanten, een taak waar hij zich tot algemene voldoening van kweet. 

## Publicaties

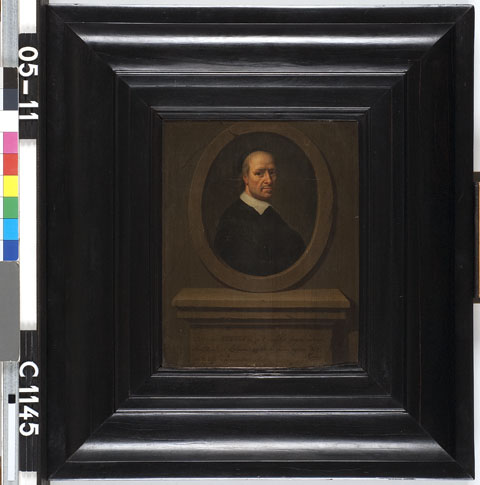
Galenus Abrahamszn

- (samen met David Spruit) Bedenkingen over den toestand van de zichtbare kerke Christi op aerden (...), Amsterdam, 1659.
- Kort begrip van de aenleiding tot de kennis van de christelijke godsdienst, tot onderwijs van de jeugd, Amsterdam, 1682.
- Beknopt vertoog van gelykluydende getuygenissen der H. Schrift over de voornaamste stukken der christelijke leer, Amsterdam, 1684.
- Aenspraek aan de verenigde Doopsgezinde gemeente te Saandam op 2 november anno 1687, Amsterdam, 1687.
- Verdediging der christenen die doopsgezinden genoemd worden (...), Amsterdam, Wwe P. Arents, 1699.